# Mănăstirea Basarbovo
Mănăstirea „Sfântul Dimitrie Basarabovo“ este o mănăstire rupestră ortodoxă bulgară din apropierea orașului Ruse, în nord-estul Bulgariei. Are același nume ca și satul din apropiere Basarbovo și se află la aproximativ 35 de metri deasupra râului Rusenski Lom, la sud de Dunăre.

## Așezare
Mănăstirea este situată în valea râului Rusenski Lom, lăngă satul Basarbovo, Comuna Ruse, la 10 km de orașul Ruse. În 1978 a fost declarată patrimoniu arheologic de cultură de interes local.

## Istoria
Deși fondată în timpul Țaratului Vlaho-Bulgar, cea mai veche mențiune scrisă a mănăstirii datează din secolul al XV-lea într-un registru fiscal otoman. Mănăstirea a devenit faimoasa in secolul al XVII-lea, dupa moartea Sfântului Dimitrie Basarabov, despre care vorbea Paisie de la Hilandar in cartea "Istoriia slaveanobălgarskaia". Sfântul Dimitrie Basarbov a fost un păstor și a dus o viață ascetică în stâncile mănăstirii. A murit în 1685. A fost îngropat în biserica din sat, dar în timpul războiului ruso-turc din 1768-1774, generalul Piotr Saltikov a fost de acord să-i transfere moaștele în Rusia. Drumul trecea prin România. La acea vreme, în această țară a existat o epidemie de ciumă. Legenda spune că atunci când moaștele sfântului au intrat în București, oamenii au încetat să moară de ciumă. Locuitorii orașului au cerut generalului să lase moaștele sfântului în București. Astăzi relicvele sale se află în București, în Catedrala Patriarhală. În 1937, părintele Hrisant s-a stabilit în mănăstirea Basarabovo a început restaurarea acesteia. Mănăstirea își sărbătorește patronul pe 26 octombrie - Ziua Sfântului Dimitrie cel Nou Basarabov.
Este singura mănăstire rupestră activă din istoria modernă a Bulgariei. 

## Galerie

Fotografii de la Mănăstirea Sfântul Dimitrie Basarabov
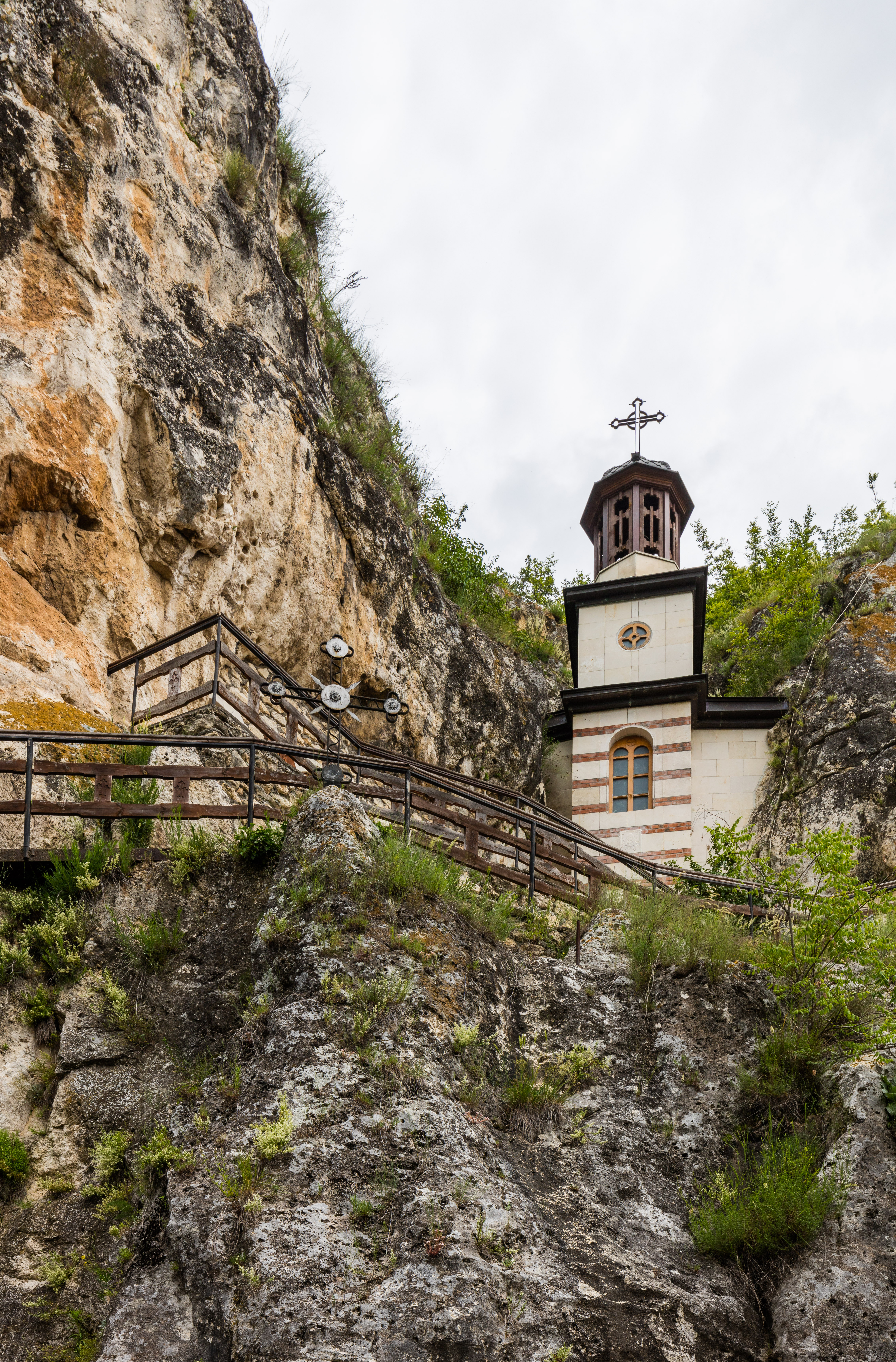
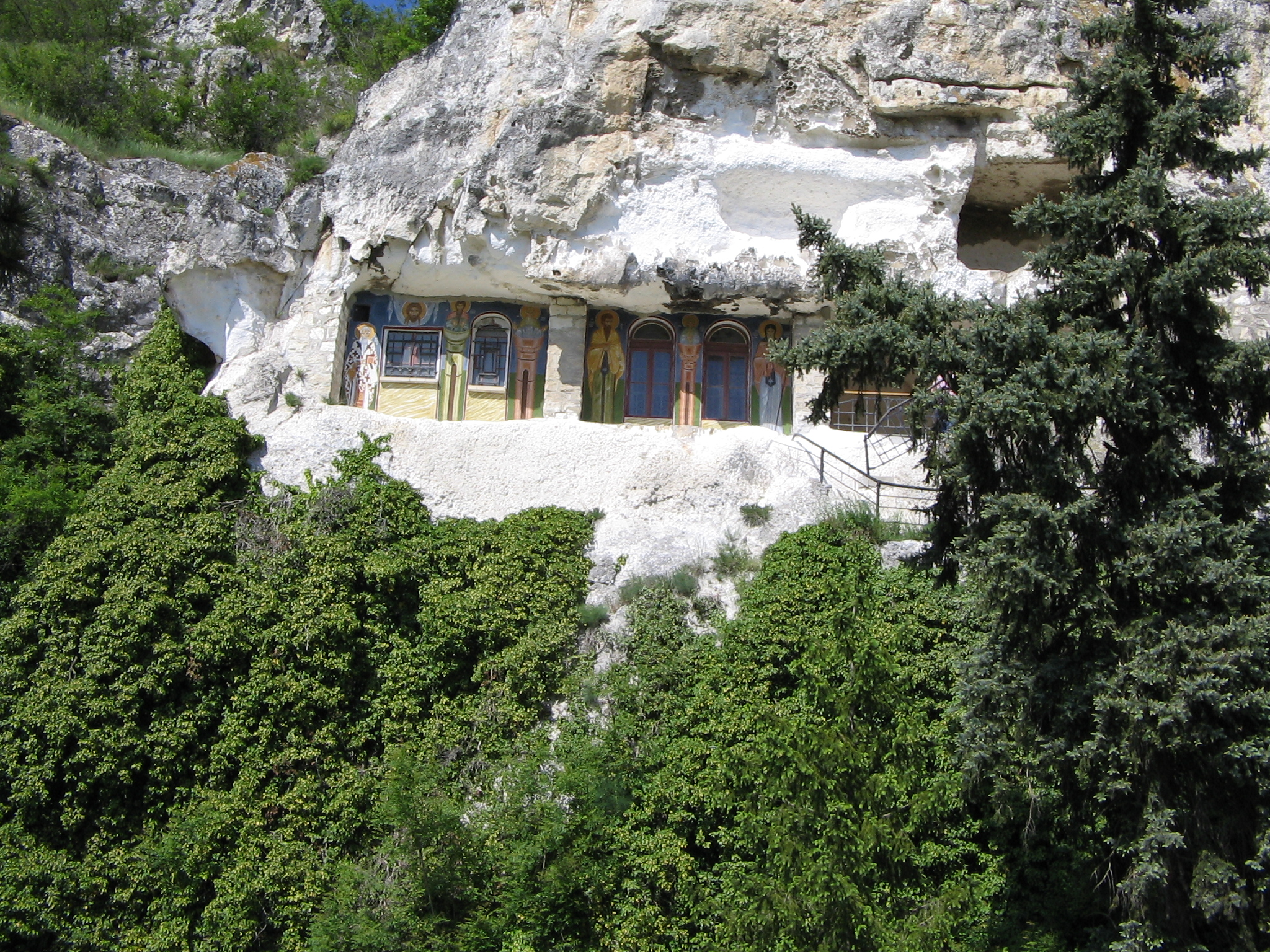
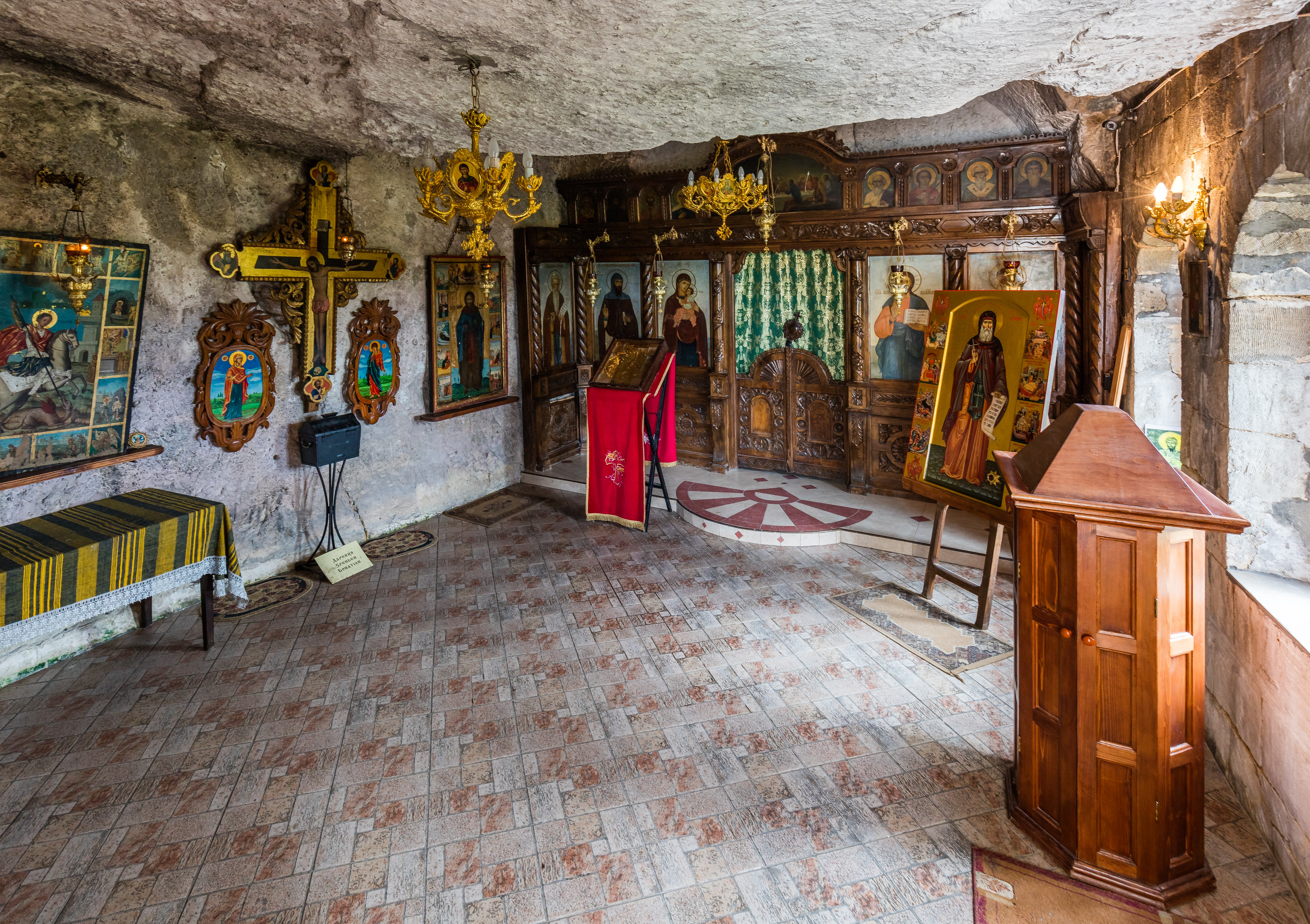
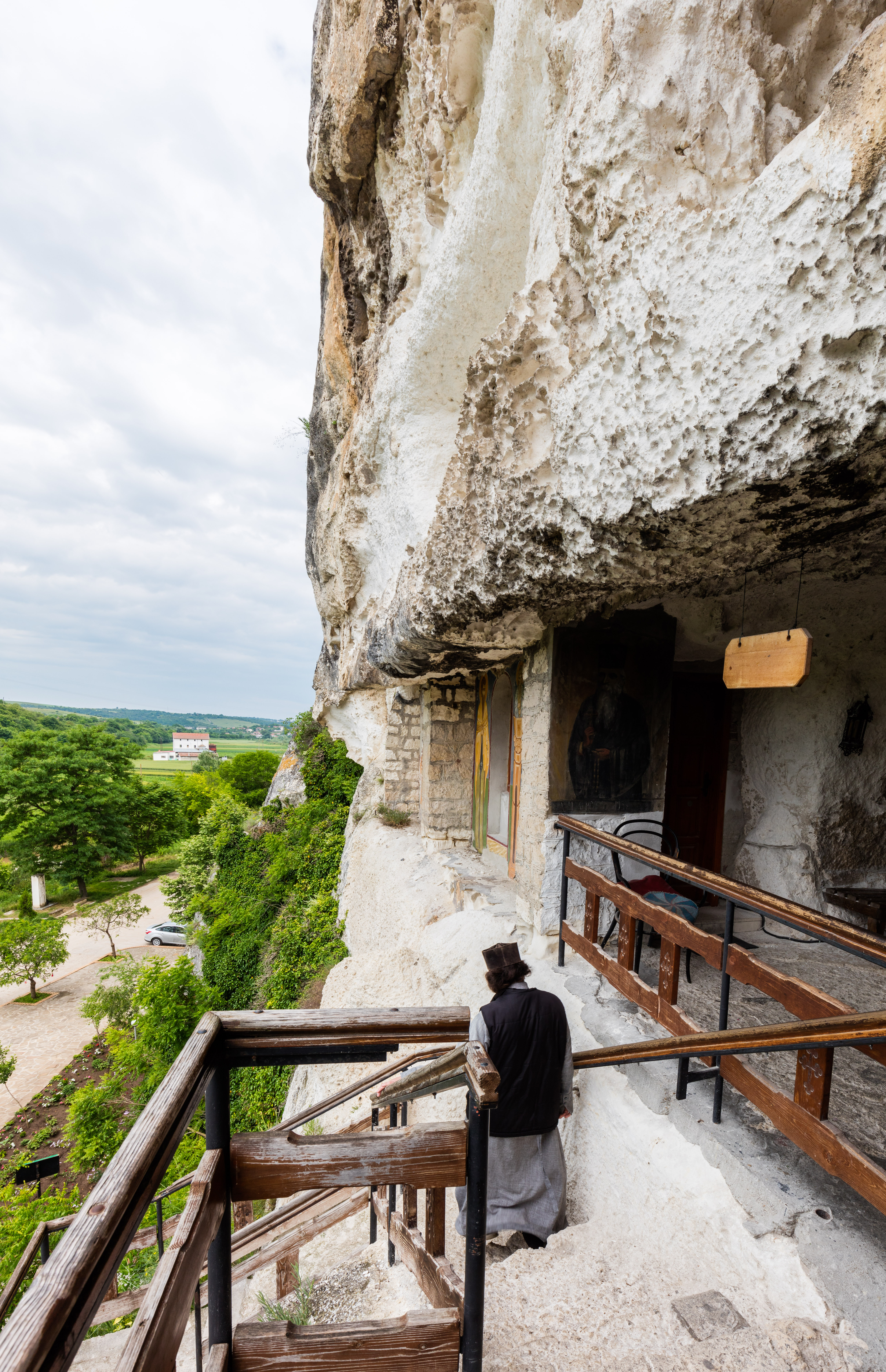
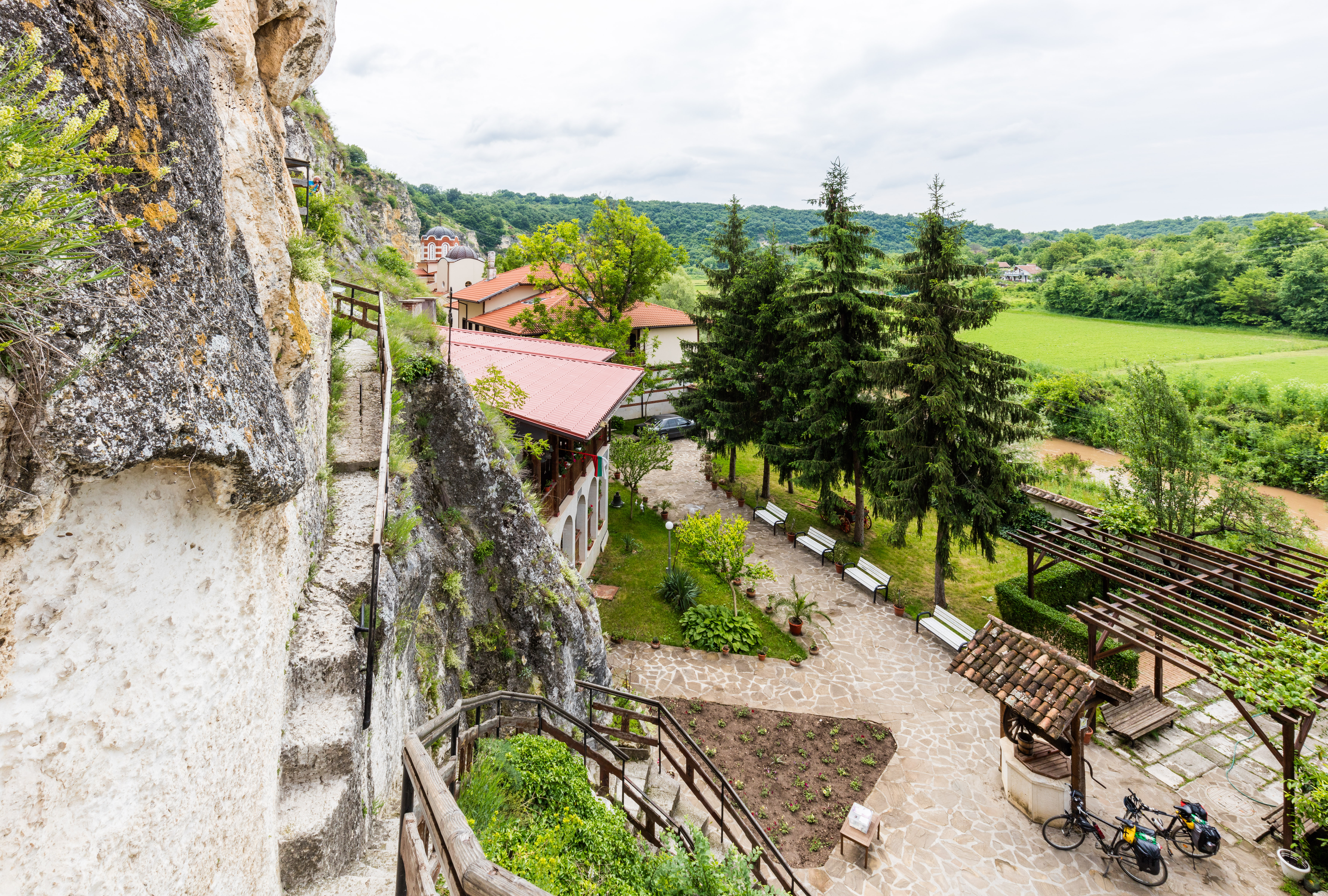
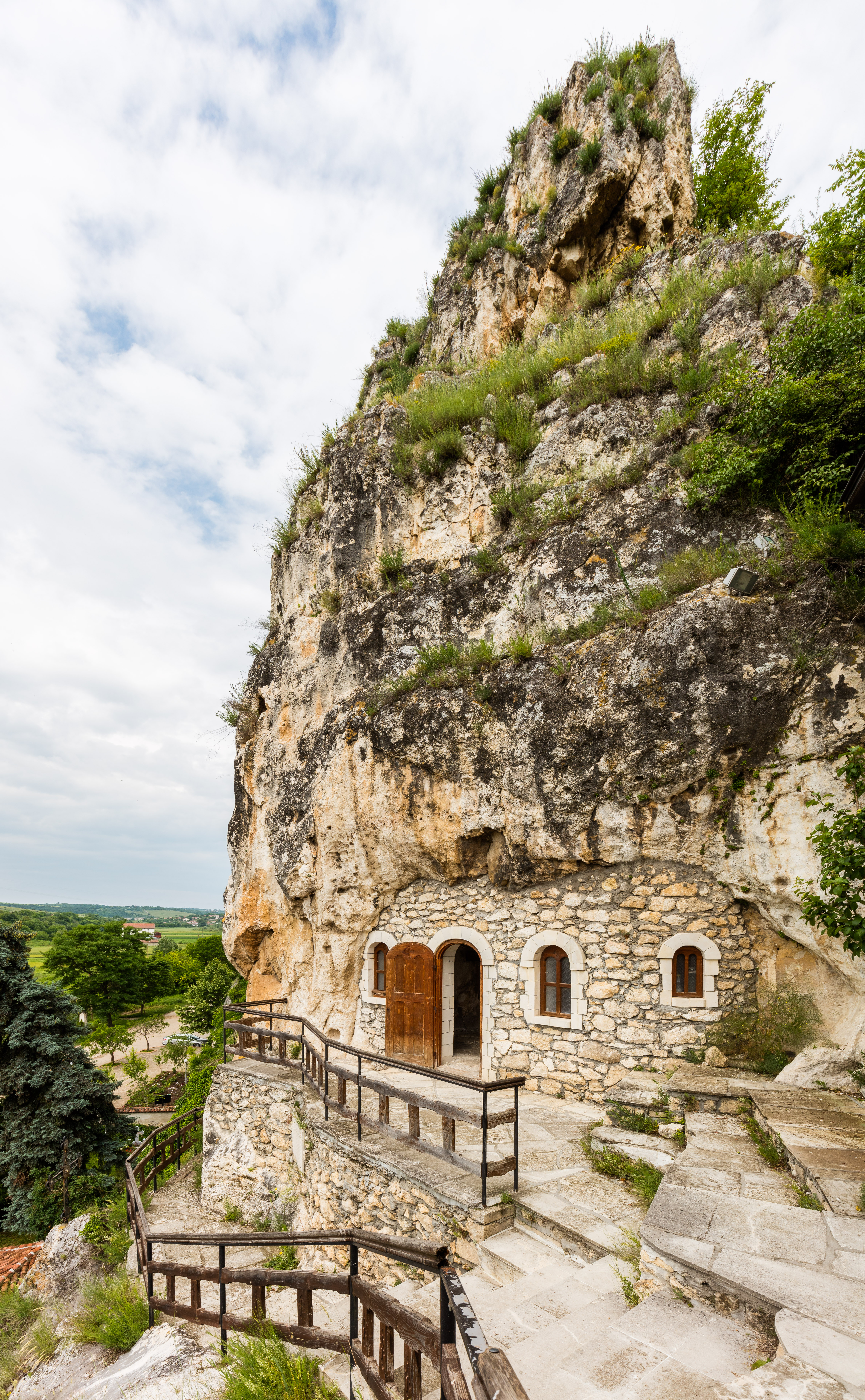
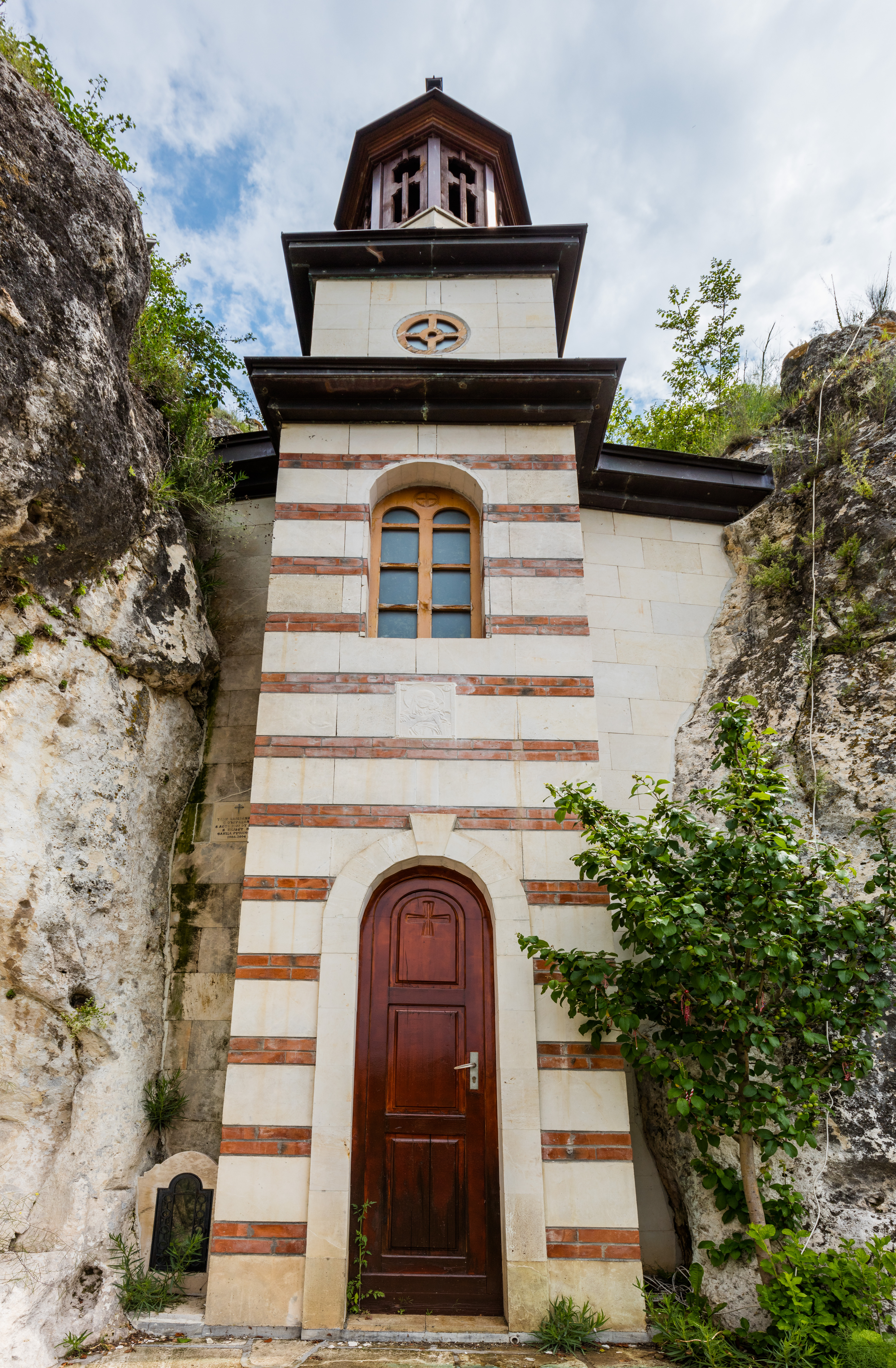
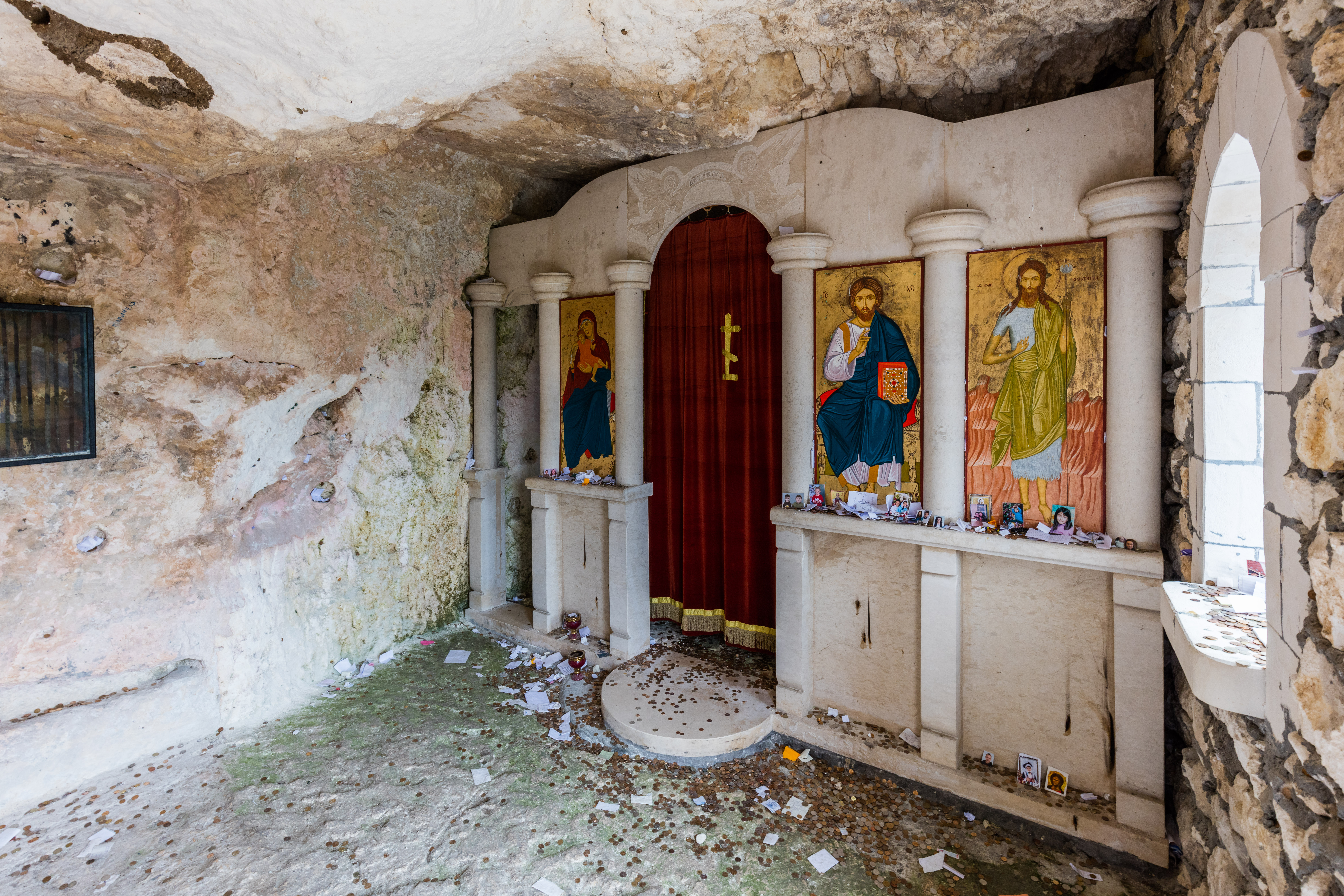
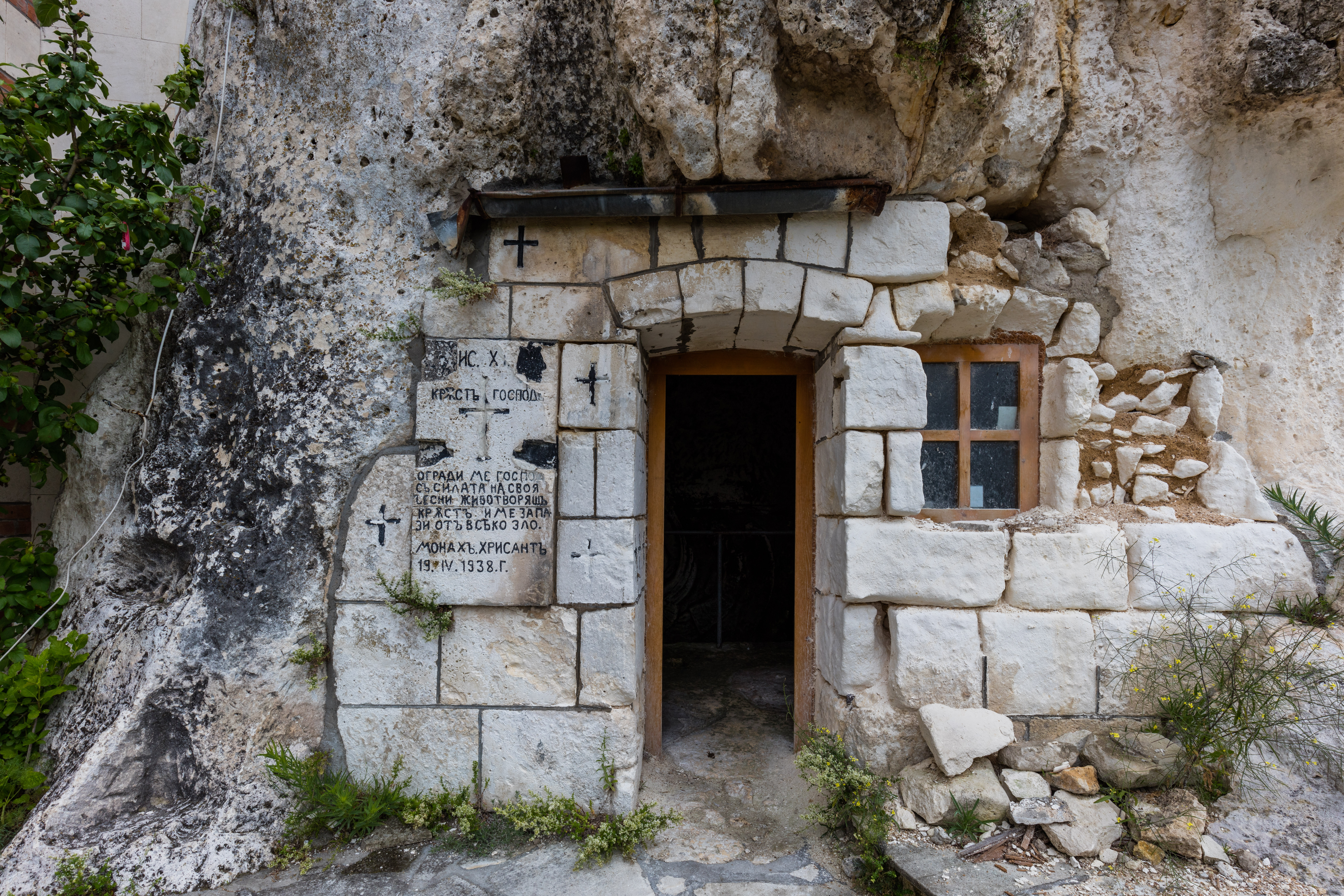
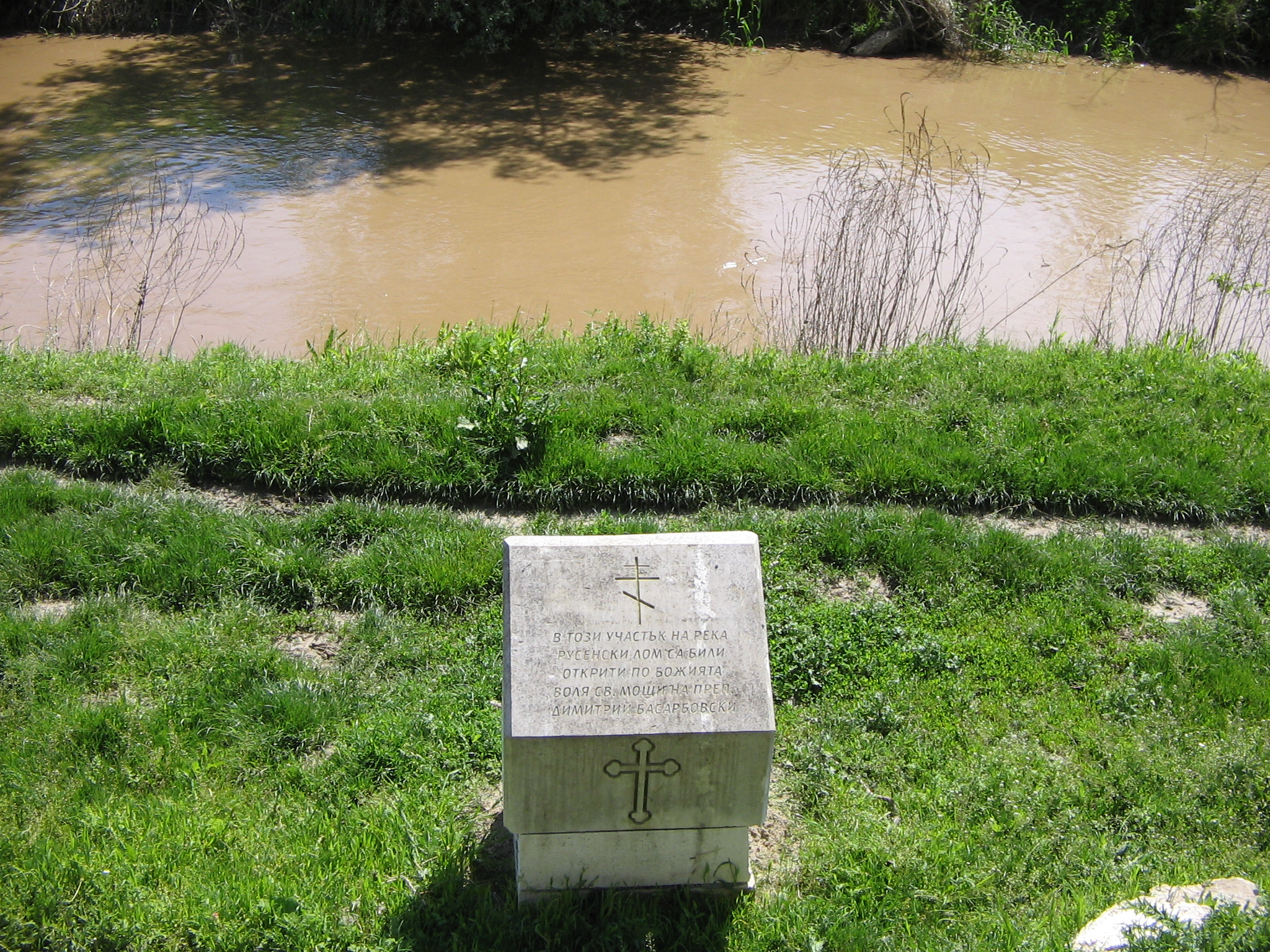
„Pe această secțiune a râului Rusenski Lom, conform voinței lui Dumnezeu, au fost descoperite moaștele reverendului Dimitrie Basarabov“
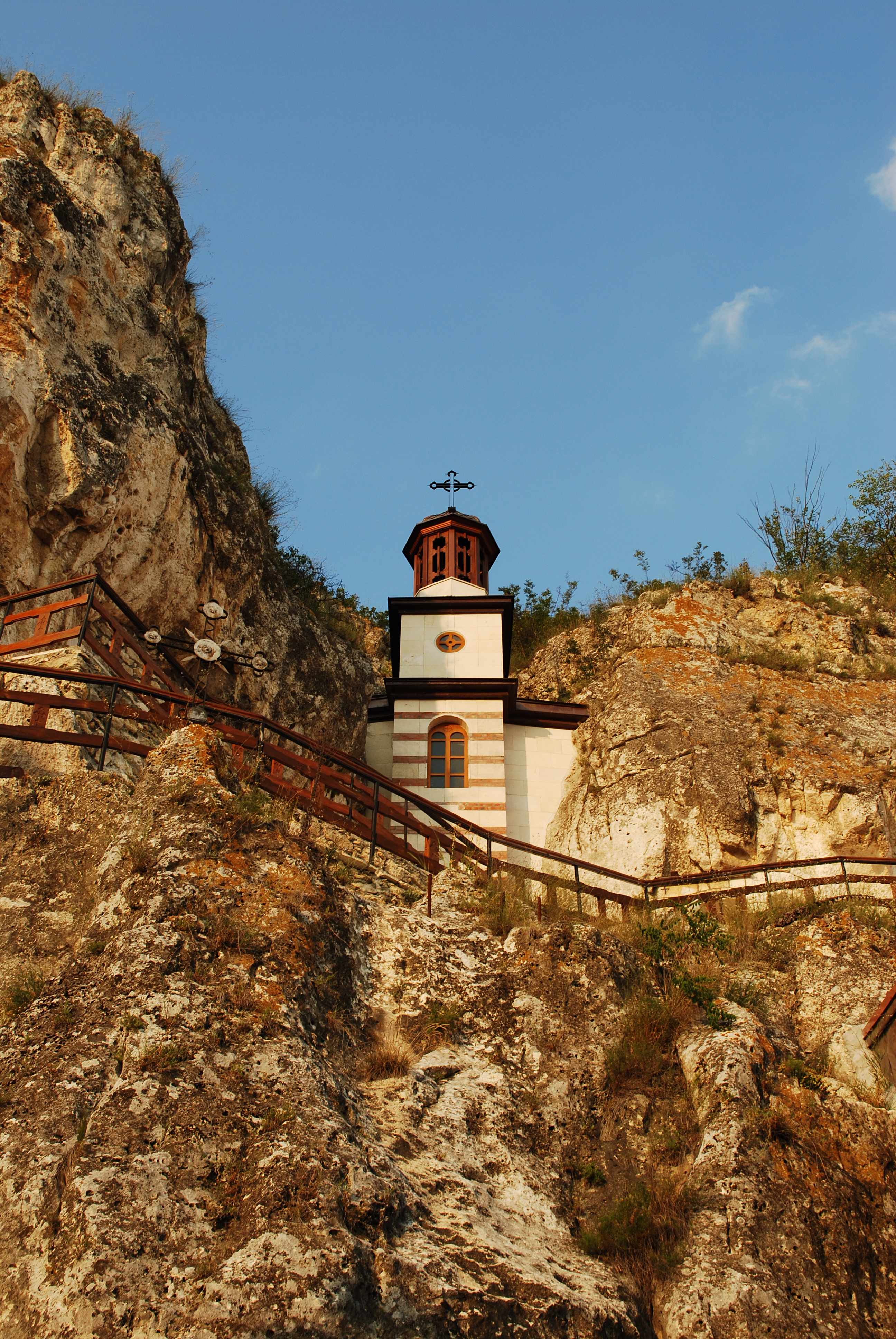
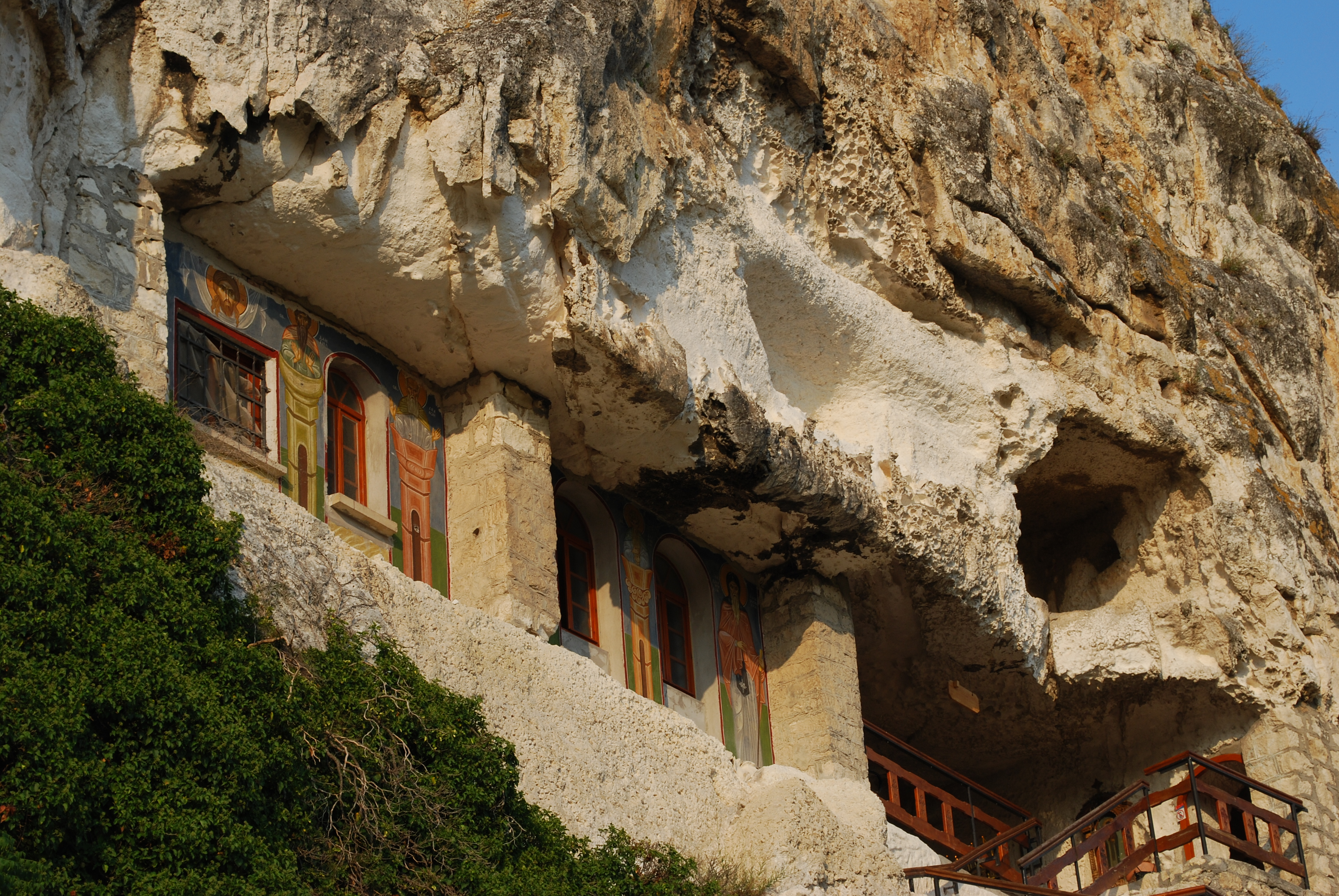
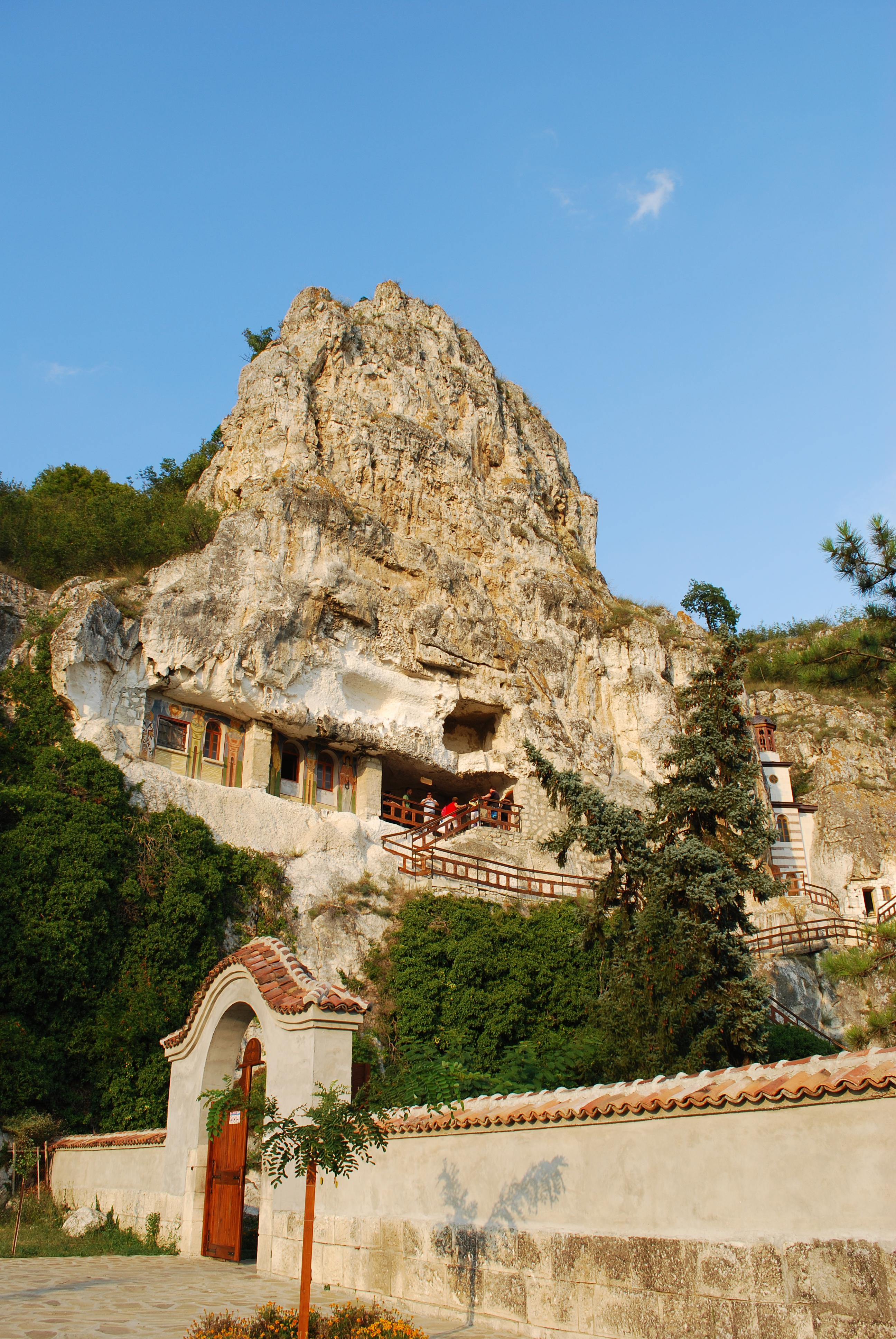
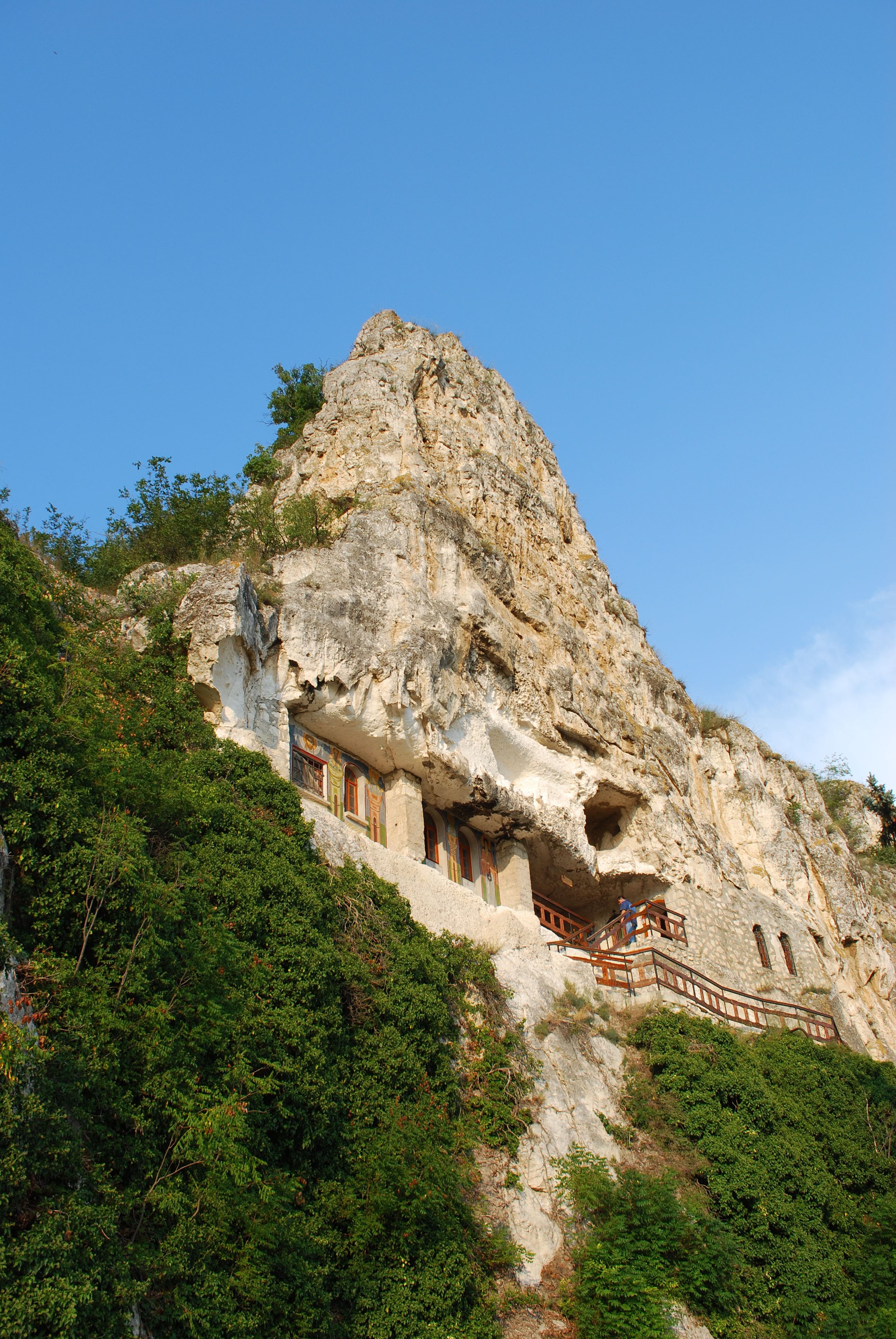
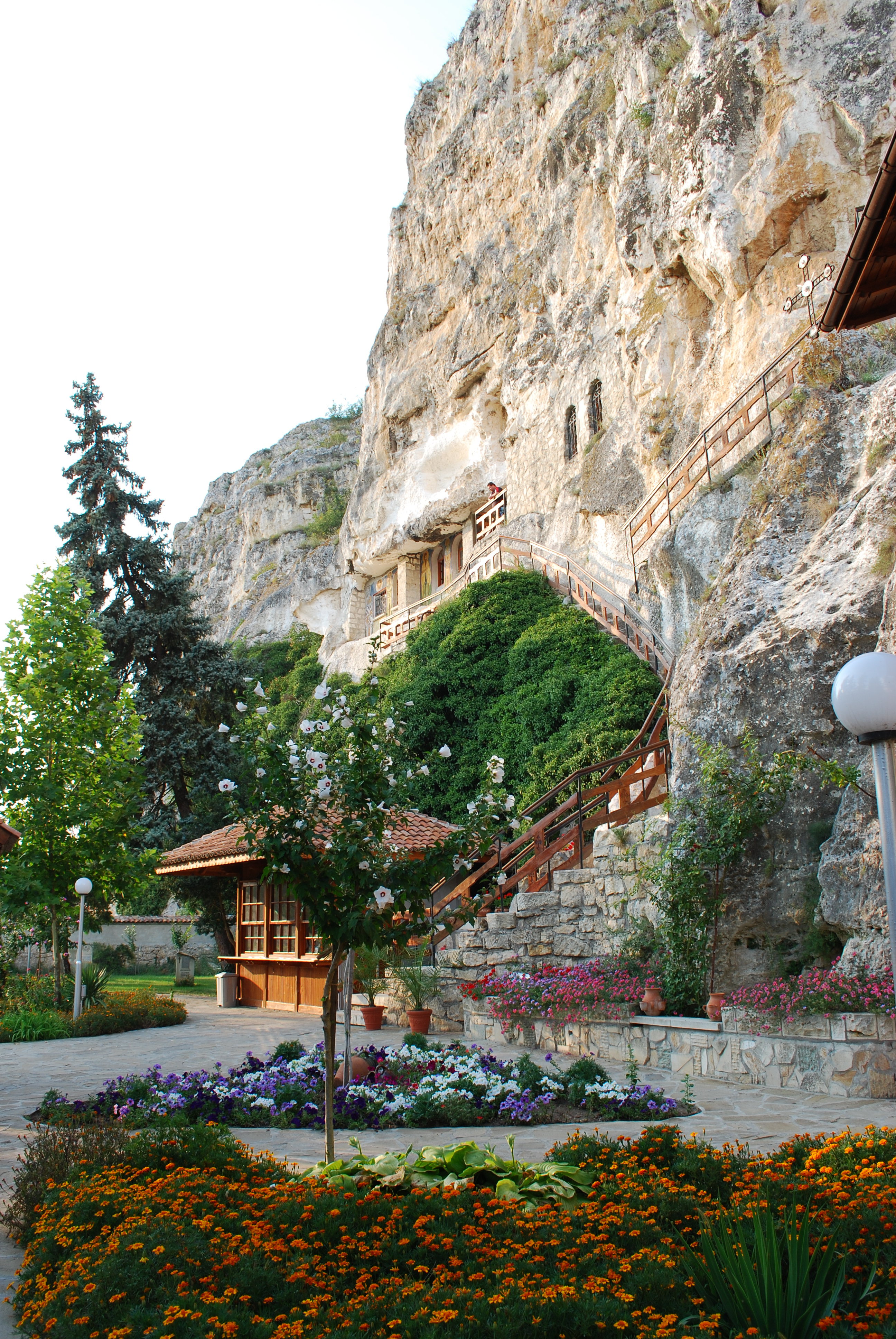